# John Chase
John Pierce Chase (ur. 12 czerwca 1906 w Milton, zm. 1 kwietnia 1994 w Salem) – amerykański hokeista występujący na pozycji napastnika, reprezentant kraju, srebrny medalista olimpijski, trener.

## Kariera sportowa
W 1932 roku na igrzyskach w Lake Placid zdobył srebrny medal olimpijski w turnieju hokeja na lodzie. W turnieju zagrał we wszystkich sześciu meczach, w których zdobył cztery gole.
Występował w amerykańskiej amatorskiej lidze NCAA. Od sezonu 1925/1926 do sezonu 1927/1928 reprezentował w tych rozgrywkach Uniwersytet Harvarda.
Po zakończeniu występów w roli zawodnika został trenerem hokeja. W sezonie 1942/1943 oraz od sezonu 1945/1946 do sezonu 1949/1950 był szkoleniowcem hokeistów z Uniwersytetu Harvarda. W 1973 roku został wpisany do United States Hockey Hall of Fame.